# Jupiaba pinnata
Jupiaba pinnata är en fiskart som först beskrevs av Eigenmann, 1909.  Jupiaba pinnata ingår i släktet Jupiaba och familjen Characidae. Inga underarter finns listade i Catalogue of Life.